# サルタリジンレダクターゼ (NADPH)
サルタリジンレダクターゼ (NADPH)（salutaridine reductase (NADPH)）は、次の化学反応を触媒する酸化還元酵素である。
サルタリジノール + NADP+ {\displaystyle \rightleftharpoons } サルタリジン + NADPH + H+
反応式の通り、この酵素の基質はサルタリジノールとNADP+、生成物はサルタリジンとNADHとH+である。
組織名はsalutaridinol:NADP+ 7-oxidoreductaseである。